# Rasmus Ristolainen
Rasmus Ristolainen, född 27 oktober 1994 i Åbo, är en finländsk professionell ishockeyspelare som spelar för Philadelphia Flyers i NHL.
Han har tidigare spelat på NHL-nivå för Buffalo Sabres.
Ristolainen draftades i första rundan i 2013 års draft av Buffalo Sabres som åttonde spelare totalt.

## Klubbar
- TPS Åbo 2011—2013
- Buffalo Sabres 2013—2021
- Philadelphia Flyers 2021—